# The Stranglers
The Stranglers é um grupo formado na Inglaterra em 1974, que apareceram pouco antes da primeira onda do punk para o qual foram associados.
O grupo era formado por Hugh Cornwell (vocal e guitarra), Jean-Jacques Burnel (baixo e vocal), Dave Greenfield (teclados e vocal) e Jet Black (bateria). Tem existido nesta formação por 16 anos, até a saída de Cornwell em 1990.
como guitarrista, ele foi substituído por duas vezes: em 1990 por Johh Ellis e em 2000 por Baz Warne (antigo membro da banda punk, Toy Dolls).
Dificeis de se assimilarem a um estilo músical, os Stranglers evoluíram o seu som a partir de um álbum para outro, englobando diversos gêneros como rock, pós-punk, rock eletrônico, new wave e pop rock com algumas incursões no jazz, reggae, soul e rhythm and blues.
O som da banda no começo de carreira era caracterizada pelo baixo melódico e agressivo de J.J Burnel e os arpejos rápidos nos teclados e/ou sintetizadores de Greenfield e também caracterizada pelos vocais guturais e letras às vezes misantrópicas de ambos os compositores: Jean Jacques Burnel e Hugh Cornwell.  Com o tempo, sua produção cresceu gradualmente dando um som mais refinado e sofisticado.

## The Stranglers: Uma breve história

### 1973
A história da formação de "The Stranglers", em primeiro lugar, é talvez atípico na indústria da música. Não menos surpreendentemente, sua história também é incomum.
Ela começa no final de 1973. Por esta altura, Jet Black chegou a um ponto em sua vida em que se viu envolvido em várias empresas privadas.Localizado em Guildford, Surrey, ele foi o fundador e proprietário de uma das primeiras empresas de varejo de equipamento doméstico de cerveja da Grã-Bretanha. A cerveja doméstica na Grã-Bretanha tinha sido efetivamente ilegal antes dos anos setenta, sem pagamento dos impostos. A abolição da proibição, no orçamento de 1963, incentivou toda uma nova indústria.
Envolvido no atacado e distribuição de exportação, ele foi pioneiro em muitos novos produtos na indústria e mais famosa, ele também possuía uma frota de vans de sorvete e passou a retalho Off Licence.
Na parte final de 1973 e, talvez, inexplicavelmente, começou a perder o interesse nas rotinas do mundo dos negócios, e as empresas que ele cultivara na década anterior. Jet começou a olhar novamente para a música como um escape.
Em sua adolescência, ele havia sido um amador e, em seguida, o baterista semi profissionais que trabalham nos bares e clubes localizados principalmente no lado leste de Londres. Muitos pubs em Londres no momento rotineiramente caracterizado música ao vivo - muito mais do que é normal hoje em dia - que se tornou a base da sua experiência gigging cedo.
Mas, nesse ponto, ele percebeu do que precisava para se restabelecer por si mesmo, para se cotar como baterista. Durante o final de 1973 e início de 1974, ele foi passar muitos meses de trabalho no circuito semi-pro.

### 1974
Em 1974, Jet estava convencido de que ele era "suficientemente bom", e tomou a decisão histórica de formar uma banda profissional ou, mais precisamente, uma banda que viria a se tornar profissional.
Sem a experiência de ter feito isso antes, ele começou a recrutar músicos para uma série de ensaios e try-outs em busca do pessoal necessário, tocando também todas as noites, para alargar a sua experiência. Durante esse tempo, a execução de seus interesses comerciais foi em grande parte transferido para o seu gerente de negócios.
Ele lembra que depois da audição de cerca de 25 guitarristas e bem mais de 40 baixistas, ele estava achando difícil encontrar algum talento inspirador. Um dia, ele respondeu a um anúncio da "Melody Maker", em que procuravam um baterista. Ele achava que isso era para ser apenas um outro show. Isto levou a um encontro entre Jet, Hugh Cornwell e sua banda o baterista-less "Johnny Sox, na área de Camden, norte de Londres.
Considerando que muitos historiadores contaram como Jet "juntou" pontos de Johnny Sox, Jet refere que nunca houve qualquer "unir", e certamente não gigs.
Hugh Cornwell era um graduado de bioquímica da Universidade de Bristol, que tinha ido à Universidade de Lund na Suécia para prosseguir a investigação. Aqui, ele formou o "Johnny Sox 'com dois dodgers projecto americano e um sueco. Desiludido com a política de investigação (e com um desejo de tornar a banda de sucesso), ele convenceu os outros membros que Londres era o lugar para estar, pois eles haviam chegado em Londres - o baterista de menos - no início de 1974.
Jet gasto que a primeira reunião routining uma série de canções com a banda, que achou "interessante", na mobília espantosamente menos do norte de Londres squat. Por seu lado, descobriu-se que a banda estava procurando por um tempo o baterista cheio.
Embora não tivesse sido Jet buscando uma carreira de alguém da banda, havia algo que 30 minutos, que o intrigava e muito mais tarde, ele chegou à conclusão de que tinha sido contribuição de Hugo, que havia capturado seu interesse. Ele sugeriu que o equipamento sem um tostão que a passagem para o seu estabelecimento comercial vasta Guildford seria uma boa idéia, pois em sua opinião, a banda, que eram então, necessário um trabalho sério de preparação.
'Johnny Sox foram impressionado com a oferta até Jet mencionou que tinha um alojamento adequado para os acima de sua licença Off!
Houve ensaios diários no novo endereço por um tempo, mas depois de um tempo Jet atingiu a opinião de que ninguém, com excepção de Hugh foi efectivamente cometida, ou preparados para fazer qualquer trabalho sério. Eventualmente Jet declarou, "levar a sério ou sair". Eles saíram.
Este, então, era o atual momento do nascimento do The Stranglers, como Jet Hugh agora oferecido o posto de homem de frente de sua banda de novo em perspectiva, e isso foi o fim de "Johnny Sox.
Jean Jacques (JJ) Burnel foi introduzido para Jet e Hugh através de um incidente caminhadas chance engate.
Apesar de um jovem guitarrista clássico realizado, ele nunca havia considerado seriamente uma carreira na música, sua paixão principal karate-estar.
Sua ambição, no momento tinha sido a viagem ao Japão, a fim de continuar seu desenvolvimento nesta arte marcial.
JJ, desde então, cumpriu esta ambição e atualmente leciona na sua própria Dojo no Reino Unido. Sua outra paixão, mantido ao longo de sua carreira, foi e é, para os motociclos.
Logo após essa reunião inicial, e ao descobrir que ele tinha uma predilecção para o baixo, e foi também um compositor vivo, foi sugerido que ele e Jet juntar Hugh no equipamento principiante.
Até que ponto JJ nunca tinha realmente tocado um baixo, mas, felizmente, Hugh uma propriedade e isso dificultou a aceitação de JJ da oferta mais interessante.
O logo-a-ser Stranglers eram agora os três.

### 1975
O quarteto foi (temporariamente) completo com o guitarrista Hans Warmling, um amigo de Hugo da Suécia (foto cortesia de Joel Ekstrand). Este line-up original começou a fundir-se em 1975 e reuniu quatro pessoas com backgrounds muito diferentes e interesses.
Para o espanto de todos que o conheciam, o jato tomou a decisão de comprometer-se totalmente ao seu projeto de música e fez planos para vender seus interesses comerciais. Um movimento que viria a garantir o financiamento para os planos adiante.
Por esta altura, os restos de "Johnny Sox 'há muito se afastou da loja Guildford e todo mundo mudou a partir de Guildford, que tinha visto o nascimento da banda.
Jet alugou uma casa na pequena aldeia de Chiddingfold onde a banda passou cerca de um ano se preparando para sua carreira. Foi durante este período que nome estranho da banda surgiu.
Após cada dia de ensaio e / ou sessões de música escrita que normalmente era tempo para descansar - e, durante um período de algumas semanas, parecia haver uma quase diariamente estrangulando ".
Tal deveu-ficcional - através de alguns filmes de TV ou jogar (Hitchcock "Frenzy" estava fazendo a ronda em torno deste tempo) ou real - em jornais e outros relatórios de mídia.
A palavra "Stranglers" ou "estrangulamento" foi tão onipresente em torno deste período que começou a ser adotada como referência dos quadrinhos da casa.
E foi depois de um show Guildford cedo, e um desastroso em que tudo - que poderia ter dado errado - em que JJ aconteceu a dizer, "The Stranglers realmente fizeram desta vez", uma referência jokey a performance da banda naquela noite .
É geralmente considerado que esta linha imortal foi a origem do nome. Foi, naturalmente, em tom de brincadeira, mas desde que nenhuma alternativa foi sempre acordado, ele acabou preso.
A banda começou a seguro de baixo Shows pub-chave e em torno de Guildford. O número de shows cresceu lentamente, e as fitas demo foi gravada, mas a gravadora não estava próxima.
Eventualmente, Hans cansado da lentidão da banda estava fazendo, apesar de seus esforços, e saiu da banda e retornou para a Suécia.
Em julho de 1975, a banda estava começando a pensar que a adição de um tecladista, em vez de outro guitarrista, pode ser uma boa idéia. Um anúncio no "Melody Maker" produziu um Dave Greenfield.
Dave já havia tocado em um grande número de bandas e ele foi imediatamente óbvio para os outros que ele era um complemento natural para o line-up.
A inclusão de agitação incomum teclados na época era dar à banda um som muito característico, além de definir os seus contemporâneos.

### 1976
O resultado final foi muito dedicado e árduo trabalho da banda, que foi quase que constantemente na estrada.
Esta determinação conduziram a um acordo com Albion, uma agência de Londres que lhes deu acesso a alguns dos locais da cidade mais influente publicação.
Em dezembro de 1976, a banda assinou um contrato de gravação com a United Artists. The Stranglers, e aqueles que os conheciam, este foi o culminar de todos os seus persistência durante um período de dois / três anos.

### 1977
Assim começou a carreira musical em constante mutação dos The Stranglers.
A cena punk era uma questão de meses da sua própria gênese na Grã-Bretanha e, de fato, muitos dos soon-to-be estrelas punk tornou-se regular no The Stranglers 'performances, The Stranglers sendo os líderes de uma clara, ainda sem nome novo estilo de música.
A diversidade da banda tinha sido claro desde o início (e pode realmente ter contribuído para a dificuldade em encontrar uma gravadora, uma vez que não podiam ser facilmente escondidos pombo).
A sua flexibilidade e criatividade experimental foram evidentes em uma gama cada vez maior de músicas, e foi recebida por muitos críticos confusa que não estavam preparados para a reorientação da música contemporânea do "Glam Rock" da década anterior.
Novas tecnologias e técnicas foram alegremente como é evidente em álbuns como o marco de "O Evangelho Segundo o Meninblack", que deu uma visão alternativa à narrativa bíblica a partir da perspectiva da intervenção estrangeira.
Logo a banda se estavam a ser apelidado de "O Meninblack, reforçada pelo vestido todo preto aprovada no palco. Ainda hoje, esse nome ainda é aplicado para a banda.
Tudo isso, décadas antes que o assunto foi coberto por artistas posteriores. Mais tarde ainda, novos horizontes foram explorados com a inclusão de uma seção de metais (de "Aural Sculpture" para "10") e mais adiante, violão de aço (em "Dreamtime"). Através de toda essa diversidade, uma imagem de presos para a banda, em preto.

### 1980
No início de 1980, a banda teve mais ou menos resolvido em uma programação de shows internacionais implacável, que atingiu mais de 40 países, estados e ilhas ao redor do mundo.
Não até quase uma década depois que as turnês intermináveis começar a moderar a um ritmo mais lento. Mesmo assim, houve, eventualmente, ser extensiva de turnês sensíveis zonas de conflito global, em apoio das forças armadas.

### 1990
Por volta de 1990, ea conclusão do décimo álbum de estúdio "10", Hugh Cornwell tinha chegado à conclusão de que a banda não podia ir mais artisticamente.
11 de agosto viu a última apresentação do The Stranglers, com Hugh, no Alexandra Palace, em Londres (à direita).
Hugh desde então passou a produzir um álbum sob o disfarce de "Cornwell, Cook e Ocidente" e os esforços individuais "Wired", "Guilty", "Hi Fi", "Beyond Elysian Fields" e "Hoover Dam". Ele também é para ser visto em turnê solo, ou com sua nova banda.
Na sequência, JJ, Jet e Dave concluiu que discordou com a avaliação das perspectivas de Hugo da banda e decidiu continuar, embora em um novo formato.
O primeiro novo recruta era John Ellis, bem, não inteiramente novo. John tinha ambos associados, e colaborou com a banda durante muitos anos, de uma forma ou de outra.
Ele era um ex-membro do The Vibrators ", cujo primeiro show foi em um papel de apoio à forma como Stranglers volta dos anos setenta.
Ele tinha sido um membro da "JJ's Euroband" para o "Euroman Cometh álbum solo" () tour em 1979 e tocou guitarra para os shows no Rainbow (Londres, Reino Unido), que apresentou um número de artistas preenchimento de uma Hugh presos Cornwell (brevemente preso por posse de drogas).
Mais recentemente, ele tinha sido membro da "Purple Helmets, uma banda com dois JJ e Dave e aderiu set ao vivo da banda como guitarrista adicionais durante o" 10 "tour. Como um membro estabelecido do Stranglers "família extensa, John foi a escolha óbvia como o novo guitarrista e coube perfeitamente na banda por algum tempo.
Embora algumas faixas demo foi gravado com a banda neste formato, com JJ, tendo um papel maior vocal, a banda decidiu procurar um cantor. Uma série de nomes familiares se tornaram associados com a pesquisa, mais notavelmente Dave Vanian (the Damned) e Ian McNabb (o Works Icicle).
Durante as audições, a banda logo foi confrontado com um Paul Roberts, que proclamou "Eu sou seu novo vocalista", ao ouvir sua grande variedade e qualidade vocal, a banda concordou e The Stranglers MK II nasceram.
A nova line-up já apresentou uma completamente diferente (e mais dinâmico) da imagem, com Paul falhando e contorcendo-se sobre o palco.
Ao mesmo tempo, a seção do chifre foi abandonado, dando uma apresentação mais simples.
Esta reencarnação do The Stranglers produziu quatro álbuns: "The Stranglers no Night", "About Time", "escrito em vermelho" e "Coup 
de Grace". Como sempre, estes álbuns mostrou uma grande diversidade musical, misturando-se no talento de Paul e John.

### 2000
Em Março de 2000, após quase 10 anos com a banda, John Ellis deixou a perseguir outros interesses.
Ele foi substituído pelo guitarrista Small Town Heroes 'Baz Warne. Baz será familiar aos fãs Stranglers que participaram do Reino Unido "About Time" tour em 1995, como "Small Town Heroes 'desde que o suporte, e novamente durante o' tour 1997 Escrito em Vermelho".
A 10-year-old Baz Warne estava dando seus primeiros passos rumo a uma carreira musical quando ele tinha acesso ao seu irmão Chris 'recém-adquiridos guitarra em 1974 - no exato momento em que os Stranglers estavam começando a evoluir.
Naquela época, Baz ea família estavam morando em Vancouver, no Canadá ocidental. Mas em 1976, eles haviam se mudado para a Inglaterra. Foi em Sunderland que Baz havia industriously financiou a sua própria guitarra fixando um primeiro leite de manhã cedo e volta jornal.
Dentro de um par de anos, Baz estava tocando com seus amigos da escola like-minded e lembra que seu primeiro show já estava no 'New Crown' em South Shields, quando apenas 16 anos.
Eventualmente Baz era juntar o guitarrista do Toy Dolls "como, mas depois trocou para o baixo quando seu antecessor vendeu seu baixo para o financiamento de alguns hábitos química imprudente.
Um equipamento punk, o 'Dolls' alcançado alguma notoriedade com suas interpretações, muitas vezes humorístico, nomeadamente favorito das crianças de terceira idade, "o Elefante Nellie".
Até meados dos anos oitenta, Baz já tinha adquirido experiência gigging ampla, incluindo duas excursões E.U. e assim, quando ele foi contratado pelo The Stranglers no noughties início, ele era ambos equipados e preparados para um passeio árdua do imposto em torno das bases militares na Bósnia, e em diversos festivais na Europa.
Com Baz firmemente no lugar, 2004 viu o lançamento de um álbum muito aclamado décimo quinto "Norfolk Coast".
Maio 2006 viu a partida de Paul Roberts, após dezesseis anos de serviço com a banda.
Isso foi para dar a Paulo a oportunidade que ele tem procurado por tanto tempo - para perseguir outros interesses. A banda agora era um quarteto pela primeira vez desde a partida de Hugo em 1990, com Baz compartilhou os vocais ao lado de JJ.
O primeiro show do novo formato foi no Festival de Verão Buzz Mare em Weston-Super-em junho de 2006, com um novo álbum - Suite XVI - a seguir, em setembro do mesmo ano.

### 2009
The Stranglers continuaram bem passado seu 35 º aniversário. Durante sua longa carreira até 2009, e apesar de muitas previsões em contrário, The Stranglers nunca ter parado por mais de algumas semanas, a vida e as mais eficazes, se não todos, dos seus contemporâneos e críticos.

## Discografia

### Singles e EP
- Grip (1977)
- Peaches/Go Buddy Go (1977)
- Something Better Change/ Straighten Out (1977)
- No More Heroes (1977)
- 5 Minutes (1978)
- Nice 'N' Sleazy (1978)
- Walk On By (1978)
- Duchess (1979)
- Nuclear Device (1979)
- Don't Bring Harry (1979)
- Bear Cage (1980)
- Who Wants The World (1980)
- Thrown Away (1981)
- Just Like Nothing On Earth (1981)
- Let Me Introduce You To The Family (1981)
- Golden Brown (1981)
- La Folie (1982)
- Strange Little Girl (1982)
- European Female (1982)
- Midnight Summer Dream (1983)
- Paradise (1983)
- Skin Deep (1984)
- No Mercy (1984)
- Let Me Down Easy (1985)
- Nice In Nice (1986)
- Always The Sun (1986)
- Big In America (1987)
- Shakin' Like A Leaf (1987)
- All Day and All Of The Night (1987)
- Grip '89 (1989)
- Nighttracks Session (1989)
- 96 Tears (1990)
- Sweet Smell Of Success (1990)
- Always The Sun (1990)
- Golden Brown (1991)
- Heaven Or Hell (1992)
- Sugar Bullets (1992)
- Lies And Deception (Available as 2-CD Box) (1995)
- In Heaven She Walks (1997)
- The UA Singles 77-79 (CD-single Box Set) (2001)
- The UA Singles 79-82 (CD-single Box Set) (2003)
- Big Thing Coming (2004)
- Long Black Veil (2004)
- Spectre of Love (2006)

### Álbuns
- Rattus Norvegicus (1977)
- No More Heroes (1977)
- Black and White (1978)
- Live X-Cert (1978)
- The Raven (1979)
- IV (USA/Canada release) (1980)
- The Gospel According To The Meninblack (1981)
- La Folie (1981)
- The Collection 1977-82 (1982)
- Feline (1983)
- Aural Sculpture (1984)
- Off the Beaten Track (1986)
- Dreamtime (1986)
- All Live and All of the Night (1988)
- Rarities (1988)
- Singles (The UA Years) (1989)
- 10 (1990)
- Greatest Hits 1977-1990 (1990)
- 3 (Box set of Feline, Aural Sculpture, Dreamtime) (1990)
- All Twelve Inches (1992)
- The Early Years '74, '75, '76 (1992)
- Live at the Hope and Anchor (1992)
- Stranglers in the Night (1992)
- The Old Testament (4-CD Box + Book) (1992)
- Saturday Night, Sunday Morning (1993)
- Strangled From Birth and Beyond (1994)
- Death and Night and Blood (1994)
- About Time (1995)
- The Sessions (1995)
- The Stranglers and Friends (1995)
- Access all Areas (1995)
- Written in Red (1997)
- The Hit Men (1997)
- The Collection (1997)
- Friday the Thirteenth (1997)
- The Best of the Epic Years (1997)
- Live in London (1997)
- The Masters (1998)
- Coup de Grace (1998)
- Live at Hammersmith '81 (1998)
- Collection (1998)
- Hits Collection (1999)
- Hits and Heroes (1999)
- Always the Sun (2000)
- 5 Live 01 (2001)
- The Stranglers (2001)
- The Epic Years(5 CD Box Set) (2001)
- Lies and Deception (2002)
- Laid Black (2002)
- Peaches (The very best of) (2002)
- The Rarities (2002)
- Out of the Black (2002)
- Sweet Smell of Success (2003)
- Live at the Apollo (2003)
- Live 'n' Sleazy (2003)
- Apollo Revisited (2003)
- Miss You (2003)
- Gold (2003)
- Norfolk Coast (2004)
- A Collection (3 CD Box Set) (2004)
- Coast to Coast (2005)
- The Very Best of the Stranglers (2006)
- Suite XVI (2006)
- Giants (2012)